# Pitcairnia venezuelana
Pitcairnia venezuelana är en gräsväxtart som beskrevs av Lyman Bradford Smith och Julian Alfred Steyermark. Pitcairnia venezuelana ingår i släktet Pitcairnia och familjen Bromeliaceae. Inga underarter finns listade i Catalogue of Life.